# Philippe Dupuy

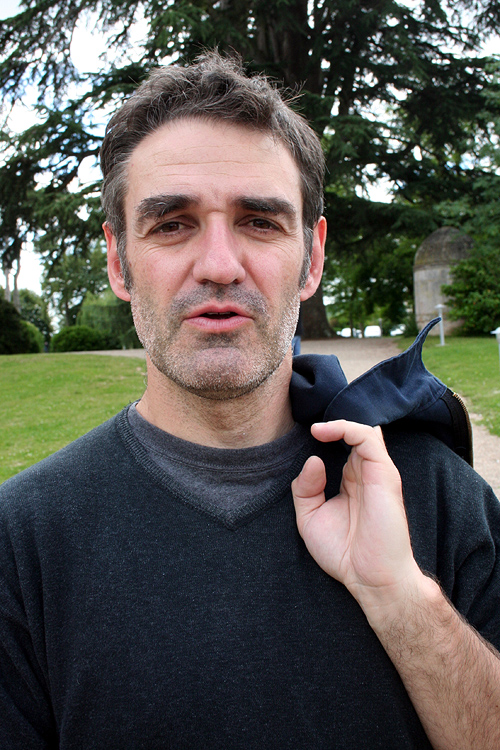
Philippe Dupuy 2007

Philippe Dupuy (* 15. Dezember 1960 in Sainte-Adresse) ist ein französischer Comicautor und -zeichner, der überwiegend gemeinsam mit Charles Berbérian arbeitet.

## Werdegang
Nach seinem Studium veröffentlichte Philippe Dupuy seine Comics in Fanzines, bevor er 1983 die Zusammenarbeit mit Charles Berberian begann, aus der bislang etwa 25 Alben entstanden. Sie veröffentlichten in Frankreich in verschiedenen Verlagen, darunter L’Association, Éditions Cornélius und Les Humanoïdes Associés.
Die Zusammenarbeit gestaltet sich ohne konkrete Aufgabentrennung. Beide arbeiten sowohl an den Zeichnungen als auch Szenarien, ohne dass Stilwechsel erkennbar sind. Ihre Werke haben autobiografische Züge, vermengen allerdings die realen Erlebnisse mit Erfundenem, um realistische Geschichten zu erzählen.
Ihr bekanntestes Werk ist die Reihe um Monsieur Jean, einen erfolglosen Schriftsteller, dessen Leben und Erlebnisse in Paris geschildert werden.

## Auszeichnungen
Auf dem 35. internationalen Comicfestival von Angoulême erhielt er gemeinsam mit Charles Berberian den Grand Prix de la Ville d’Angoulême.

## Werke (Auswahl)

### Mit Charles Berberian
- 1988 Le Journal d'Henriette (3 Bände bis 1991 bei Les Humanoïdes Associés)
- 1991 Monsieur Jean (7 Bände bis 2005 bei Les Humanoïdes Associés), dt. bei Reprodukt
- 1996 Carnets de voyage (5 Bände bis 2007 bei Éditions Cornélius)

### Andere
- 2005 Hanté
- 2006 Une Élection américaine, Autor Loo Hui Phang